# レッド・アフガン
『レッド・アフガン』（原題: The beast）は、1988年にアメリカ合衆国の戦争映画。ソ連によるアフガニスタンへの侵攻を描く。

## 概要
旧ソ連が行ったアフガニスタン侵攻を舞台にしている。『鬼戦車T-34』に続く「戦車が単独で疾走する映画」であり、これをムジャヒディーン戦士たちが執拗に徒歩で追撃する。なお、アメリカ映画であるため、ソ連兵のセリフは英語である。アフガニスタンの風景に似たイスラエルで撮影され、中東戦争で鹵獲・改造したTiran-5Shの砲塔雑具箱を撤去し、元のT-55の外見に近づけたものが登場する。

## あらすじ
ソ連軍によるアフガニスタン侵攻が続いていた1981年のある日、T-55の戦車小隊が、ムジャヒディーングループが不在中のパシュトゥーン人の集落を襲撃し、壊滅に追いやる。破壊された村に戻ってきたムジャヒディーンたちの一人、戦車に潰され死んだ兄に代わってカーンとなったタジャは、鹵獲品の対戦車兵器を手にして復讐を誓い、仲間とともに追撃を開始する。一方、帰還途中の戦車小隊から殿の一輛が分岐路を間違い、はぐれてしまう。このT-55の操縦手であるコベチェンコは、猜疑心が強く狂信的な戦車長のダスカルに反発しながらもその指揮に従っていた。情報部から更迭され前線に送られてきた彼は、同僚である現地人兵士のサマッドにパシュトゥーン人の名誉の規範であるパシュトゥーンワリについて教えられる。そして無線も故障し、完全に道に迷った戦車兵達に、憎悪に燃えたムジャヒディーンの一団が迫る。

## スタッフ
- 監督: ケヴィン・レイノルズ
- 演出: デイル・ダイ
- 音楽: マーク・アイシャム
- 撮影: ダグラス・ミルサム
- 製作総指揮: デイル・ポロック
- 編集: ピーター・ボイル

## 出演者
- ジェイソン・パトリック
- スティーヴン・バウアー
- ジョージ・ズンザ
- スティーヴン・ボールドウィン
- ドン・ハーヴェイ